# Marc-Antoine Girard de Saint-Amant
Marc-Antoine Girard, sieur de Saint-Amant (n. 30 septembrie 1594, Le Grand-Quevilly, Haute-Normandie, Franța – d. 29 decembrie 1661, Paris, Regatul Franței) a fost un poet francez. Este autor de poezii burlesce⁠(d), satirice sau lirice. A făcut parte din Academia Franceză.

## Biografie
Sunt puține documente care ne permit să urmărim viața lui Saint-Amant dincolo de legenda pe care a creat-o poetul: domn aventuros, călător neobosit, poet și soldat, mânuind atât condeiul, cât și sabia, bon vivant, amator de vin și mâncare bună, un „om gras bun”, așa cum s-a descris el. Saint-Amant s-a descris pe sine însuși „mai ondulat decât un conte german gras, cu un ten proaspăt, ochi blânzi și o gură roșie”. Nicolas Boileau, care l-a criticat foarte mult, a întărit trăsătura, făcându-l un om impecunos „neavând geniu decât în lucrări de desfrânare și satiră”. Biograful său, Paul Durand-Lapie, îi reconstituie viața bazându-se în principal pe lucrările autorului. Trebuie să așteptăm lucrările lui Jean Lagny pentru a vedea o încercare de a separa ceea ce este dovedit de ipotetic.

### Copilărie și școală
Saint-Amant s-a născut într-o suburbie a Rouenului în septembrie 1594. A fost botezat, în parohia protestantă Petit Quevilly, la 30 septembrie 1594 sub numele de Anthoine Girard. Abia mai târziu și-a schimbat numele mai întâi în Antoine Girard (1625), apoi Antoine Girard, Sieur de Saint-Amant (1627), apoi Marc-Antoine de Girard, escuyer, Sieur de Saint-Amant (1629). Tatăl său, Antoine Girard, (1551 – 18 noiembrie 1624) a fost cunoscut, în 1619, drept un onorabil negustor burghez. Saint-Amant l-a făcut aventurier, comandând timp de 22 de ani o escadrilă de corăbii aparținând reginei Angliei, care a stat trei ani în închisorile turcești. Lagny se îndoiește puternic de aceste fapte, dar recunoaște drept plauzibil faptul că Antoine Girard senior ar fi putut părăsi Rouen, ca mulți protestanți în 1562. Mama sa, Anne Hatif (? - 1646), este și ea dintr-o familie protestantă, nașă a unui copil al armatorului protestant. Lucas Legendre. Abia după moartea tatălui său, Saint-Amant s-a convertit la catolicism.
Anthoine este cel mai mare dintr-o familie de cel puțin cinci copii. Cei doi frați ai săi, potrivit lui Saint-Amant, au călătorit pe mări. Fratele său, William, a murit în 1620, după o bătălie la intrarea în Marea Roșie. Cel mai tânăr, Salomon (1599-1648), a întreprins o carieră militară și a murit în mâinile turcilor în timpul unei campanii militare în Creta. Anthoine mai are două surori: Anne (1596 - ?) și Esther (1601 - ?). În 1619, Anne Girard s-a căsătorit cu Pierre Azémar, artizan sticlăr și asociat cu Antoine Girard père. Este acest privilegiu de sticlar pe care Saint-Amant a încercat, în zadar, să-l fure de la cumnatul său în 1627.
Anthoine și-a petrecut copilăria în Rouen, dacă e să credem relatarea lui Saint-Amant despre un incident în care a riscat să se înece în timp ce se aventura pe Sena înghețată. Cea mai mare incertitudine domnește asupra pregătirii sale. Saint-Amant se laudă că disprețuiește greaca și latina. Așa declară în Avertissement au Lecteur des Œuvres (Avertismentul către Cititorul Operelor) din 1629: „Căci, slavă Domnului, nici greaca mea, nici latină nu mă vor face vreodată să trec drept Pedant : Numai dacă vezi două-trei cuvinte în unele locuri ale acestei Cărți, Vă pot asigura că nu este cel al Universității.”
Durand-Lapie îl face așadar un elev rebel, mai degrabă priceput la săritul școlii. El susține că Saint-Amant a studiat la Collège de la Marche din Paris. Pentru Lagny, aceste două informații nu sunt foarte credibile. Fără să fie savant, Saint-Amant pare să cunoască bine clasicii, precum și autorii greci și latini, așa că probabil a urmat studii serioase, dar nu la Collège de la Marche condus de iezuiți, deoarece Saint-Amant era la încă protestant la acea vreme, mai probabil într-un colegiu reformat din Normandia. Vorbește fluent spaniolă, italiană și engleză și poate cânta la lăută. Spune că a învățat multe în timpul călătoriilor și întâlnirilor sale.
La sfârșitul studiilor, Saint-Amant a făcut o excursie de pregătire cu barca, vizitând Insulele Canare, coasta africană și Antilele.

### Începuturile literare
Potrivit Durand-Lapie, Saint-Amant a mers la Paris în 1616 și s-a plasat sub protecția ducelui de Retz, familie pe care tatăl său ar fi cunoscut-o în perioada sa engleză. În timp ce se afla la Belle-Île-en-Mer, și-a scris poezia La Solitude care l-a consacrat ca poet. Lagny se îndoiește puternic de această versiune. Potrivit acestuia, La Solitude a fost scrisă la Rouen, iar Ducele de Retz a devenit protectorul lui Saint-Amant abia în jurul anului 1624. Ambii sunt de acord că, în jurul anului 1620, Saint-Amant se afla la Paris și a frecventat cercurile literare unde este bine primit. I-a cunoscut pe Théophile de Viau, Michel de Marolles, Bois-Robert, Nicolas Faret, François de Molière, Claude Malleville. Saint-Amant cântă despre plăcerea de a trăi, de a mânca și de a bea (Le Fromage, La Chambre du débauche, Railleries à part, La Jouissance, La Vigne, Chansons à verre, Les Goinfres). A scris împreună cu Bois-Robert și Théophile de Viau pentru baletul regal Bacchanales. A frecventat Hôtel de Rambouillet unde era cunoscut și apreciat sub numele de Sapurnius. Dar a scris și lucrări mai serioase precum Les Visions, Le Contemplateur dedicat episcopului de Nantes, Philippe Cospéan, care i-a primit convertirea, poeme eroice L'Arion dedicate ducelui de Montmorency și Andromède dedicate lui Gaston de Orléans și lucrări satirice precum Poète crotté. Colaborează cu Bois-Robert la Gazette du Pont-Neuf.
Saint-Amant produce mult, dar fără a încerca să publice. O publicație îi publică Solitude fără să îi ceara permisiunea, iar aceasta îl împinge să aibă grijă de lucrările sale. În 1629 a apărut o primă ediție (Première Partie) care a avut un mare succes: au fost 20 de reeditări între 1632 și 1668. De la această dată, foarte regulat, Saint-Amant a reunit lucrările pe care le-a creat în publicații: Suite de la première partie ( 1631), Deuxième Partie (1643), Dernier Recueil (1659).
Din 1632, Saint-Amant a fost recunoscut ca lider al poeților ușori și ai celor care trăiesc bine din timpului său.

### Academia Franceză
În 1634, a început să se discute despre Academia Franceză. Mai întâi, o întâlnire informală a câțiva scriitori, inclusiv Claude Malleville, care l-a invitat pe Nicolas Faret, care i-a invitat pe Jean Desmarets de Saint-Sorlin și François Le Métel de Boisrobert, a luat forma când Cardinalul Richelieu a aflat de existența ei și a decis să o susțină. Din martie 1634, s-au ținut registrele adunărilor și apoi alți scriitori s-au alăturat ctitorilor, printre care și Saint-Amant. Potrivit statutelor academiei, nimeni nu poate fi admis fără să fi dat dovadă de bune moravuri, spirit bun și fără aprobarea cardinalului, ceea ce face din această admitere un certificat de bune moravuri și curăță imaginea de desfrânare asociată adesea cu Saint-Amant.
Pentru a putea fi scutit de discursul impus tuturor academicienilor, Saint-Amant se angajează să lucreze în termeni referitori la grotesc și burlesc. Pentru Saint-Amant, burlescul „deconcertează vanitatea umană prezentând lucrurile mărețe și cele mai serioase dintr-o latură ridicolă și josnică”. Din cauza călătoriilor și a reședinței sale la Rouen, Saint-Amant nu va fi foarte frecvent la întâlniri dar nu se va lăuda că face parte din ele.

### Conflicte și călătorii
Fie ca protejat al ducelui de Retz, ducelui de Montmorency, prieten al contelui de Harcourt, în alaiul mareșalului de Créquy sau ca gentilom al reginei Poloniei, Saint-Amant a călătorit mult, participând la campanii militare sau misiuni diplomatice ca războinic după Durand-Lapie, ca curtean și spectator, după Lagny. Observator pasionat, Saint-Amant se întoarce din călătoriile sale cu relatări adesea ironice sau eroice.

#### Campaniile italiene
Unele dintre călătoriile lui Saint-Amant, citate de Durand-Lapie, nu sunt recunoscute ca atare de Lagny. Așa este și cu o călătorie în Senegal prin Lisabona (1626), o călătorie la Madrid (1629) și campaniile italiene din 1630 și 1640.
Prima campanie a fost întreprinsă în perioada 1629-1630. Saint-Amant s-ar fi alăturat armatei comandate de Mareșalul de Créquy pentru a elibera Casalul ocupat de spanioli. Aceasta întâmpină rezistență la trecerea prin Susa, blocată de Carol Emanuel I de Savoia. Această campanie îi inspiră lui Saint-Amant piesa Le Goblin, un pamflet politic care critica puțina grabă a prințului Carol Emanuel de a veni să-și aducă omagiul lui Ludovic al XIII-lea, L'Hiver des Alpes, La Crevaille. În aceasta din urmă, se pot observa relațiile familiare pe care le avea cu contele de Harcourt, numit de Saint-Amant „Le Rond”, în timp ce Nicolas Faret, secretarul său, este numit „Le Vieux”.
A doua campanie este întreprinsă pentru a veni în ajutorul ducesei Christine, care își vede Piemontul invadat de spanioli. Se spune că Saint-Amant ar fi urmat, împreună cu prietenul său Faret, pe contele de Harcourt. Bătăliile de la Chieri, Casal și Torino sunt cântate de Saint-Amant într-un balet regal, "de la Prospérité des Armes de France", și într-o cronică a evenimentelor politice din lumea cunoscută la acea vreme, "Les Pourvus bacchiques", dedicate protectorului său din Rouen, contele de Briosne.
Conform lui Lagny, nu era necesar ca Saint-Amant să fie prezent acolo pentru a cânta aceste fapte, care sunt de asemenea cunoscute de către persoanele rămase în Franța. El menționează, de exemplu, poezia "le Paresseux" în care Saint-Amant anunță că îl interesează puțin războaiele din Italia și observă că în 1641, Saint-Amant cântă recucerirea orașului Arras, la care nu a asistat. Tot la fel de ipotetică i se pare și misiunea în Anglia (1631) pe care ar fi întreprins-o Saint-Amant pentru a pleda cauza lui François de Bassompierre (protectorul prietenului său Claude Malleville), care era închis în Bastilia și din care ar fi revenit cu poezia "Ode à leurs Sérénissimes Majestés de Grande Bretagne".

#### Călătoria la Roma
Calatoria diplomatica, condusa de Mareșalul de Créquy, a fost întreprinsă în 1633 pentru a negocia cu papa Urban al VIII-lea anularea unui căsătorie secretă între Gaston de Orléans și Marguerite de Lorena. Saint-Amant face parte din suita de 500 de persoane care se deplasează la Roma. În timp ce mareșalul de Créquy negociază zadarnic, francezii frecventează bordeluri și cabarete. Saint-Amant se întâlnește cu Bouchard și Pietro Della Valle, frecventează cardinalul de Bentivoglio și Christophe Dupuy, preotul din Chartreuse, și discută cu Galileo Galilei despre lucrarea sa Dialog despre cele două mari sisteme ale lumii. Saint-Amant nu a apreciat șederea sa la Roma, care îi inspiră poezia satirică "La Rome Ridicule". Ca observator fin, nu lipsit de o falsă mândrie națională, el critică monumentele, fântânile, deplânge cruzimea romană, exuberanța italiană și dorința excesivă de câștig. Se amuză de femeile căsătorite și soții geloși, descrie cu vervă poporul și străzile romane, se plânge de mâncare, de băutură și de locuințe. Acest pamflet burlesc, plin de lejeritate, care ar putea scandaliza un cititor din secolul al XIX-lea sau al XX-lea, este primit destul de bine atunci când Saint-Amant îl publică în 1643, fără numele autorului, fără privilegiul regal. Numeroase exemplare circulă înainte ca lucrarea să fie interzisă și librarul să fie închis.

#### Campania de la Lérins
Atunci când, în 1636, cardinalul Richelieu trimite flota atlantică, condusă de contele de Harcourt, să susțină guvernatorul de Provence în recucerirea insulelor Lérins, Saint-Amant se îmbarcă pe nava Saint-Louis și asistă la lupte. Acest conflict îi inspiră capriciul eroic-comic "Le Passage de Gibraltar".

#### Călătoria în Anglia
În 1643, un conflict izbucnește între Carol I al Angliei și parlamentul său. Regenta Ana de Austria trimite în ajutorul cumnatei sale, Henriette, o misiune diplomatică însărcinată cu negocierea unui armistițiu între rege și parlament. Contele de Harcourt este trimis ca mediator, iar Saint-Amant este în suita sa. Acesta este prezentat cuplului regal, căruia îi adoptă pasionat cauza într-un poem satiric intitulat "L'Albion", în care critică parlamentul, preoții anglicani, se plânge de hoți, critică îngâmfarea anglo-saxonă, se plânge de bucătăria lor și râde de poeții lor. Acest poem dedicat lui Bassompierre, recent eliberat, nu va fi publicat în timpul vieții lui Saint-Amant, ci abia în 1855, de către Charles-Louis Livet. Câteva neplăceri legate de furtul unei borsete și un bărbier prost oferă prilejul unor creații: "Bacchus a trahi Saint-Amant" și "Le Barberot".

#### Fronda în Paris
În 1648-1649, revolta se amplifică în Paris, fiind susținută în mod subtil de către Paul de Gondi. Saint-Amant, blocat de o boală la picior, este prins în capitală și asistă la tulburările stradale. Acest asediu îi inspiră poezia "Les Triolets", care, sub pretextul unei neutralități aparente și a unei tonalități ușoare, este de fapt o susținere a cardinalului Mazarin. În poezie, el se plânge de foamete, se amuză de parlament și de soldații săi, și îndeamnă la reconciliere.

#### Călătoria în Polonia
În 1644, ducele de Retz s-a retras în favoarea nepotului său. Saint-Amant își pierde astfel un protector influent. Contele de Harcourt nu-l susține eficient. Saint-Amant dorește să ducă la bun sfârșit un proiect care îi stă la inimă încă din 1629: o idilă eroică care povestește ieșirea poporului ebraic din Egipt sub conducerea lui Moise, o lucrare care ar trebui să poarte titlul "Moyse sauvé". Astfel, el are nevoie de o securitate materială. O caută la Gaston, Duce de Orléans căruia îi adresează o epistolă eroic-comică ("Épitre héroïco-comique à Monseigneur le Duc d'Orléans"), la ducele de Enghien ("Ode héroïco-comique sur le duc d'Enghien") și la episcopul de Metz, Henri de Bourbon-Verneuil.
Este în preajma la Marie Louise Gonzaga, prietenă cu ducele de Enghien și elevă a lui Michel de Marolles, unde va găsi această securitate. În 1645, Marie Louise Gonzaga se căsătorește cu regele Poloniei, Vladislav al IV-lea Vasa. Ea îl numește pe Saint-Amant, ale cărui versuri le apreciază, un gentilom de camera și îi acordă o rentă regulată, fără să-i ceară totuși să o însoțească în Polonia. Saint-Amant îi dedică două piese, "Pour la sérénissime Reyne de Pologne devant son mariage l'an 1645" și "Épitre à l'hyver pour son voyage en Pologne". El corespondează regulat cu secretarul său, Pierre des Noyers, trimitându-i scrisorile adunate în "Épitres diversifiées". După moartea lui Ladislas al IV-lea Vasa, Ioan Cazimir al II-lea Vasa urcă pe tron, iar Marie Louise Gonzaga devine soția sa. Ea continuă să recompenseze pe Saint-Amant.
Această stabilitate financiară îi permite să lucreze la proiectul său Moïse. După episodul Frondei, proiectul său este suficient de avansat pentru ca el să își dorească să-l prezinte reginei Poloniei. Astfel, în 1649, el întreprinde o călătorie aventuroasă de la Paris la Varșovia, călătorie pe care o povestește în "La Polonaise": oprit în Saint-Omer de către spanioli, el își datorează libertatea doar titlului său de Gentilhomme de la Reine de Pologne, trece prin Anvers și Amsterdam unde se întâlnește cu Pierre Chanut, ambasador la curtea Suediei. El pleacă din Amsterdam în martie 1650, traversând țările nordice în mijlocul iernii, face o oprire la Toruń pentru a se închina la mormântul lui Nicolaus Copernic și ajunge la Varșovia unde se așteaptă nașterea unui copil regal (Stances sur la grossesse de la reine de Pologne, la Vistule sollicitée). El pleacă din nou în septembrie, în același an, către curtea reginei Suediei, pentru a anunța această naștere, dar copilul moare puțin timp după aceea. Saint-Amant nu se mai întoarce în Polonia, ci pleacă direct în Franța în iunie 1651.

### Ultimii ani
La întoarcerea sa din Polonia, Saint-Amant avea 57 de ani. Se stabilește la Rouen și lucrează la Moïse, care este publicat în cele din urmă în 1653. În ceea ce privește recepția sa, părerile sunt împărțite. Georges de Scudéry îl laudă, dar Antoine Furetière, foarte critic, l-ar fi poreclit Moyse noyé.
El scrie lucrări mai grave, cum ar fi Stances à M. de Corneille sur son imitation de Jésus-Christ, și se îndreaptă spre religie. O inundație a Senei îl inspiră să scrie La Seyne extravagante, în care se regăsesc ironia și deriziunea din primele sale opere. În 1656, el scrie La Généreuse, un poem epic care laudă curajul reginei Poloniei și este destinat să obțină sprijinul prințesei Anna Gonzaga pentru sora ei nefericită, care, la acea vreme, este în război cu vecinii săi. El își pierde pensia poloneză în 1659. Ultimele sale poezii includ Suspension d'armes, care sărbătorește semnarea unei păci între Franța și Spania (1659), și La Lune parlante, care pare să nu fi avut succes.
Saint-Amant se stinge la Paris în decembrie 1661. Data de 29 decembrie este adesea menționată, bazându-se pe o notă de François Colletet, dar Lagny a descoperit, în registrele parohiei Saint-Sulpice, o notă care indică un cortegiu funerar și o înmormântare pentru Saint-Amant la 23 decembrie 1661.

## O privire asupra lucrării
Saint-Amant a ocupat, în timpul vieții sale, aproape un sfert de secol, o poziție de frunte pe scena literară. Poezia sa "Solitude" a fost imitată de multe ori. A fost un inovator în domeniul burlesc între Régnier și Scarron. Prezența sa frecventă în cabarete și la mese bune, gustul său pentru vinul bun și pentru bucatele alese l-au făcut mult timp cunoscut ca un poet bacchic, iar Louis Du Four de Longuerue a spus în 1754: «Si cet ivrogne de Saint Amant avait su quelque chose et qu'il eut voulu autant travailler que boire, la nature lui avait donné du génie et il aurait pu aller loin».
Totuși, talentul lui Saint-Amant nu se limitează numai la acest gen. Întotdeauna purtat de elanul și capriciul său, acest scriitor extrem de original, excentric și capricios, a atins cu măiestrie toate corzile lirei poetice. Saint-Amant avea în cel mai înalt grad simțul poeziei, nu doar în satire, ci și în ode, sonete. Simțul său de observație, "barocul îndrăzneț" al primelor sale piese, dau operelor sale un caracter aparte. Ca observator fin, excela în descrieri. Era de asemenea capabil să surprindă tot ce poate părea ridicol în comportamentul oamenilor, al căror portret burlesc îl reda cu vervă. Era un specialist în Caprices, "piese poetice cu o arhitectură bizară și neregulată", și în avant-satire, pe care Saint-Amant le definea ca "poeme în care muști cu plăcere și în care cei răniți, în loc să se supere, sunt constrânși, spre onoarea lor, să râdă".
Acest același simț al observației, această iubire pentru natură și peisajele sale tumultuoase îl fac un precursor al romantismului care va înflori două secole mai târziu. La fel de bine, se poate spune și despre gustul său pentru fantastic, pe care îl regăsim, de exemplu, într-un poem precum "Les Visions".
Fiind un spirit liber, el a refuzat imitația antichității, a pledat pentru libertatea limbajului și a poeziei scrise, lăsând imaginația să își urmeze cursul liber. Simțul său al ritmului l-a îndemnat să producă versuri uneori neregulate, destinate, în opinia sa, să rupă cadența ca în muzică.
Spre sfârșitul vieții sale, totuși, el a abandonat stilul burlesc și s-a îndreptat către un stil mai serios, inspirat de François de Malherbe. Ultimele sale opere, precum "Vistule sollicité" și "Moyse sauvé", sunt adesea criticate pentru lungimea și greutatea lor. Cu toate acestea, pasajele precum lupta dintre Moise și egiptean, baia prințesei Rermuth, comparația dintre șarpe și pasăre, etc., sunt remarcabile.
Deja la sfârșitul secolului, el cade în uitare odată cu triumful gustului clasic. După ce l-a criticat aspru în Satirele sale, Nicolas Boileau îi acordă mai mult dreptate în Réflexions de Longin.
În 1764, Joseph de La Porte îl descrie în lucrarea sa "École de littérature tirée de nos meilleurs écrivains" în acești termeni: "Saint-Amant, a cărui stil este insuportabil în zilele noastre, din cauza alegerii proaste și a asocierii proaste a expresiilor, din cauza construcției viciate a frazelor (...) avea talente reale, sau mai bine spus, fragmente de talente (...) Avea o pensulă interesantă, recunoștea natura și căile inimii, dezvolta destul de bine mișcările și slăbiciunile umanității".
Uitat timp de două secole, el este reabilitat în secolul al XIX-lea. Théophile Gautier îi face un portret în lucrarea sa "Grotesque", spunând despre el că este „fără îndoială, un excelent poet (...). Rima sa este extrem de bogată, abundentă și adesea neașteptată. Ritmul său este numeros, abil susținut și menajat. Stilul său este foarte variat, foarte pitoresc, foarte imagistic, uneori fără gust, dar întotdeauna amuzant și nou”. Gustul recent pentru baroc, dintre care poezia sa fantastică și capricioasă este o ilustrare, îi redă locul pe merit.
Ediția completă a operelor sale, realizată de Charles-Louis Livet în Bibliothèque elzévirienne (Paris, 1855, 2 volume), a fost reeditată de Kraus Reprint (Nendeln, 1972).

## Opere
- Les Œuvres, Paris, F. Pomeray, 1628.
- Les Œuvres et Suite des Œuvres, Paris, N. Trabouillet, 1632.
- Les Œuvres, Deuxième Partie, Paris, 1643.
- Les Œuvres, Troisième Partie, Paris, A. Quinet, 1649.
- Moyse sauvé, Idylle héroïque, Paris, A. Courbé, 1653.
- Dernier Recueil de diverses poësies, Paris, A. de Sommaville, 1658.
- Œuvres complètes, éd. Ch.-L. Livet, Paris, P. Jannet, 1855, 2 vol.
- Œuvres, éd. J. Lagny et J. Bailbé, Paris, S.T.F.M., 1967-1971, 5 vol.

- Dernier recueil de diverses poésies du sieur de Saint-Amant
- Epistre héroï-comique, à Monseigneur le duc d’Orléans : lors que son Altesse Royale estoit au siège de Gravelines
- La Rome ridicule : caprice, al 2-lea
- Les œuvres du sieur de Saint-Amant : reveuës, corrigées, et de beaucoup augmentées en cette dernière édition
- Moyse sauvé : idylle héroïque du sieur de Saint-Amant…
- Œuvres complètes de Saint-Amant. Tome I, Tome II
- Poème fait l’année 1659, sur la suspension d’armes…
- La solitude du sieur de Saint-Amant